# Роквуд (Мичиген)
Роквуд (Мичиген) (енгл. Rockwood) град је у америчкој савезној држави Мичиген. По попису становништва из 2010. у њему је живело 3.289 становника.

## Демографија
Према попису становништва из 2010. у граду је живело 3.289 становника, што је 153 (4,4%) становника мање него 2000. године.
| Група             | 2000.         | 2010.         |
| Белци             | 3.233 (93,9%) | 3.047 (92,6%) |
| Афроамериканци    | 22 (0,6%)     | 55 (1,7%)     |
| Азијати           | 21 (0,6%)     | 31 (0,9%)     |
| Хиспаноамериканци | 87 (2,5%)     | 89 (2,7%)     |
| Укупно            | 3.442         | 3.289         |